# Кастело (Мачерата)
Кастело (итал. Castello) насеље је у Италији у округу Мачерата, региону Марке.
Према процени из 2011. у насељу је живело 113 становника. Насеље се налази на надморској висини од 458 м.